# Zográfou
Zográfou (Zografou) är en ort i Grekland.   Den ligger i prefekturen Chalkidike och regionen Mellersta Makedonien, i den nordöstra delen av landet, 260 km norr om huvudstaden Aten. Zográfou ligger 60 meter över havet och antalet invånare är 323.
Terrängen runt Zográfou är platt åt sydost, men åt nordväst är den kuperad. Havet är nära Zográfou åt sydväst.  Närmaste större samhälle är Polýgyros, 18,7 km nordost om Zográfou. Trakten runt Zográfou består till största delen av jordbruksmark.